# Slavujevce
Slavujevce je naselje u gradu Leskovcu, Jablanički upravni okrug, Srbija. Prema popisu iz 2022. godine u Slavujevcu je živjelo 330 stanovnika.